# رائتة
الرائتة (بالأردية: رائته) هو طبق جانبي في المطبخ الهندي مصنوع من الداهي (الزبادي غالبًا ما يشار إليه باسم الرائب) مع الخضار النيئة أو المطبوخة، ونادرًا ما يحوي الفاكهة، أو في حالة ريتا بُندي، مع قطرات مقلية من الخليط المصنوع من دقيق الحمص.